# Евдоким
Евдоки́м (от греч. εὐδόκιμος — славный, окружённый почётом) — мужское русское имя греческого происхождения.
Просторечной формой имени является Авдоким, а также разговорными: Овдаким, Овдоким, Олдоким.
Имя, подобно большинству русских имён, имеет византийское происхождение. Произошло же от греческого слова «εὐδόκιμος», что переводится как «славный». В Средние века оно было общепринятым календарным именем, которым называли младенцев, крещёных 13 августа, а также нередко именовали мужчин при пострижении в монахи. Святым покровителем этого имени является праведный Евдоким Каппадокийский из Греции.

## Именины
- Православные[1]: 13 августа, 18 августа, 18 октября.